# Кастро, Никлас
Никлас Фернандо Нюгор Кастро (исп. Niklas Fernando Nygård Castro; 8 января 1996 года, Осло, Норвегия) — чилийский футболист, полузащитник клуба «Бранн» и сборной Чили.
Никлас родился в семье чилийца и норвежки в Норвегии.

## Клубная карьера
Кастро — воспитанник клубов «Манглеруд Стар» и «Волеренга». 9 апреля 2016 года в матче против «Стабека» он дебютировал в Типпелиге в составе последнего. В 2017 году Кастро перешёл в «Конгсвингер». 4 апреля в матче против «Будё-Глимт» он дебютировал в Первой лиге Норвегии. 30 апреля в поединке против «Мьёндалена» Никлас забил свой первый гол за «Конгсингер». По итогам сезона он стал лучшим бомбардиром клуба.
В начале 2019 года Кастро перешёл в «Олесунн». 22 апреля в матче против «Шейда» он дебютировал за новый клуб. 4 мая в поединке против «Согндала» Никлас забил свой первый гол за «Олесунн». В том же году Кастро помог клубу выйти в элиту. 

## Международная карьера
14 ноября 2020 года в отборочном матче чемпионата мира 2022 против сборной Перу Кастро дебютировал за сборную Чили.